# Plastic Beach
Plastic Beach è il terzo album in studio del gruppo musicale britannico Gorillaz, pubblicato il 3 marzo 2010 dalla Parlophone e dalla Virgin Records.

## Descrizione
Anticipato a gennaio dal singolo Stylo, l'album presenta sedici brani che hanno visto la partecipazione di svariati artisti quali Snoop Dogg, Gruff Rhys, Bobby Womack, Mos Def, Lou Reed, Mick Jones e i De La Soul. Le canzoni parlano di temi come il consumismo e l'ecologia.
Secondo Pitchfork è il trentacinquesimo miglior album del 2010.

## Tracce
1. Orchestral Intro – 1:09 (musica: Gorillaz)
2. Welcome to the World of the Plastic Beach – 3:35 (Gorillaz, Snoop Dogg)
3. White Flag – 3:43 (Gorillaz, Bashy, Kano)
4. Rhinestone Eyes – 3:20 (Gorillaz)
5. Stylo – 4:30 (Gorillaz, Mos Def)
6. Superfast Jellyfish – 2:54 (Gorillaz, De La Soul, Gruff Rhys)
7. Empire Ants – 4:43 (Gorillaz, Yuki Nagano)
8. Glitter Freeze – 4:03 (Gorillaz, Mark E. Smith)
9. Some Kind of Nature – 2:59 (Gorillaz, Lou Reed)
10. On Melancholy Hill – 3:53 (Gorillaz)
11. Broken – 3:17 (Gorillaz)
12. Sweepstakes – 5:20 (Gorillaz, Mos Def)
13. Plastic Beach – 3:47 (Gorillaz)
14. To Binge – 3:55 (Gorillaz, Yuki Nagano)
15. Cloud of Unknowing – 3:06 (Gorillaz)
16. Pirate Jet – 2:32 (Gorillaz)

Traccia bonus nell'edizione giapponese
1. Pirate's Progress – 4:02 (Gorillaz)

Traccia bonus nell'edizione deluxe di iTunes
1. Three Hearts, Seven Seas, Twelve Moons – 2:14
2. Stylo (Video) – 5:01

DVD bonus nella Experience Edition
1. The Making of Plastic Beach Documentary – 34:54

## Formazione
Musicisti
- Gorillaz – voce, strumentazione
- Sinfonia ViVA – orchestra (tracce 1, 15 e 17)
- André de Ridder – conduzione e arrangiamenti orchestrali (tracce 1, 15 e 17)
- James Redwood – arrangiamenti orchestrali (tracce 1, 15 e 17)
- Snoop Dogg – voce (traccia 2)
- Gabriel Manuals Wallace – batteria aggiuntiva (tracce 2, 4, 6, 9, 12, 16 e 17)
- Hypnotic Brass Ensemble – ottoni aggiuntivi (tracce 2 e 12)
- Bashy – voce (traccia 3)
- Kano – voce (traccia 3)
- National Orchestra for Arabic Music – orchestra (traccia 3)
- Essam Rafea – conduzione e arrangiamenti orchestrali (traccia 3)
- Mos Def – voce (tracce 5 e 12)
- Bobby Womack – voce ospite (tracce 5 e 15)
- De La Soul – voce (traccia 6)
- Gruff Rhys – voce e chitarra aggiuntiva (traccia 6)
- Little Dragon
  - Yukumi Nagano – voce (tracce 7 e 14)
  - Håkan Wirenstrand – chitarra aggiuntiva (tracce 7 e 14)
  - Fredrik Wallin – chitarra aggiuntiva (tracce 7 e 14)
- Simon Tong – chitarra aggiuntiva (tracce 7, 8 e 15)
- Mark E. Smith – voce (traccia 8)
- Lou Reed – voce e chitarra aggiuntiva (traccia 9)
- The Purple, The People, The Plastic Eating People – coro (tracce 9 e 16)
- Mick Jones – chitarra aggiuntiva (traccia 13)
- Paul Simonon – basso aggiuntivo (traccia 13)
- David Coulter – arpa ebrea (traccia 16)

Produzione
- Gorillaz – produzione
- Jason Cox – registrazione, missaggio
- Stephen Sedgwick – registrazione, programmazione
- Josh Shultz – registrazione (traccia 2)
- Chris Jackson – registrazione (traccia 2)
- Ted Chung – registrazione (traccia 2)
- Michael Makowski – assistenza alla registrazione
- Howie Weinberg – mastering

## Classifiche
| Classifica (2010)         | Posizione massima |
| ------------------------- | ----------------- |
| Australia                 | 1                 |
| Austria                   | 1                 |
| Belgio (Fiandre)          | 1                 |
| Belgio (Vallonia)         | 2                 |
| Canada                    | 3                 |
| Danimarca                 | 1                 |
| Finlandia                 | 37                |
| Francia                   | 2                 |
| Germania                  | 3                 |
| Italia                    | 12                |
| Norvegia                  | 6                 |
| Nuova Zelanda             | 4                 |
| Paesi Bassi               | 8                 |
| Portogallo                | 4                 |
| Regno Unito               | 2                 |
| Spagna                    | 24                |
| Stati Uniti               | 2                 |
| Stati Uniti (alternative) | 1                 |
| Stati Uniti (rock)        | 1                 |
| Svezia                    | 10                |
| Svizzera                  | 2                 |